# Good for You (canción de Spacey Jane)
"Good for You" es una canción de la banda australiana de indie rock Spacey Jane, lanzada el 15 de agosto de 2019 como segundo sencillo de su álbum de estudio debut, Sunlight (2020). Es una canción animada con mucha guitarra que analiza líricamente la autoestima en medio de una relación rota, y sirve como tema de apertura del álbum. Obtuvo el puesto 80 en el Triple J Hottest 100 de 2019 y fue nominado a la Obra de Rock Más Interpretada en los Premios APRA de 2021. En 2024, "Good for You" obtuvo la certificación 2× platino de la Asociación Australiana de la Industria Discográfica (ARIA) por vender 140.000 unidades.

## Composición
Al escribir "Good for You", Spacey Jane compuso casi 10 revisiones de sus melodías y letras, aunque su productor Dave Parkin, que había trabajado con la banda en sus dos EPs anteriores, optó por no utilizar la alteración final. Líricamente, el líder Caleb Harper dijo que la canción "surge de algunas relaciones románticas fallidas". En una entrevista con Apple Music, explicó: 
[D]ebido a mis propios defectos y sentimientos, y a cosas como la depresión, no estoy siendo la mejor persona para mi pareja, y ella también lo sabe. Espero poder mejorar, pero no hay un cronograma real al respecto.
Titulado originalmente "Sleeping Rough", "Good for You" presenta "ritmos de guitarra densos y voces exuberantes", y Hayden Davies, de la publicación musical Pilerats. Fue grabado y producido por Dave Parkin en Blackbird Sound Studio en Perth y masterizado en King Willy Sound en Tasmania.

## Lanzamiento y promoción
El 15 de agosto de 2019, se lanzó "Good for You" como el segundo sencillo del álbum de estudio debut de Spacey Jane, entonces sin título. La pista se publicó junto con un video musical dirigido por Matt Sav que presenta a los miembros de la banda "tocando y haciendo algunas cosas raras con una vibra general de video retro". En septiembre de 2019, la banda se embarcó en la gira Good for You en 11 conciertos.
En el Triple J Hottest 100 of 2019, "Good for You" obtuvo el puesto 80, lo que marca la primera aparición de la banda en la cuenta regresiva anual. El baterista Kieran Lama admitió que la banda había perdido la esperanza de estar en la lista, diciendo que Harper se había "mentalizado [a sí mismo] en los días previos para prepararse para la angustia".

## Legado
La posición de la canción en el Hottest 100, que Lama llamó un "momento histórico", precedió directamente al aumento de popularidad de la banda. Tras el lanzamiento de la canción, Davies de Pilerats escribió que "'Good For You' es otro marcador que muestra el potencial de Spacey Jane para ser nuestra próxima gran exportación nacional". Después de la cuenta regresiva, Declan Byrne de Triple J dijo que su posición era una "un gran hito para una banda de la que escucharás mucho más en los próximos años". A finales de 2020, su álbum debut Sunlight encabezó la encuesta anual de oyentes de la estación.
"Good for You" sigue siendo un pilar en las listas de canciones de Spacey Jane. En 2020, Harper dijo que la pista era "sin duda la más divertida para [ellos] tocar en vivo y actualmente [estaba] cerrando el set".
En 2024, la pista fue certificada 2 veces platino por la Asociación Australiana de la Industria Discográfica (ARIA) por vender 140.000 unidades.